# Wilhelm Lorenz
Karl Wilhelm Lorenz (Karlsruhe, 14 de marzo de 1886-Mannheim, 13 de julio de 1918) fue un astrónomo y matemático alemán.

## Vida
Después de asistir a la escuela secundaria en Karlsruhe, estudió en la Universidad de Heidelberg astronomía y matemáticas. De 1908 a 1910 fue asistente en el Observatorio de Heidelberg-Königstuhl. En 1911 recibió su doctorado y luego trabajó en el servicio de la educación superior.
Murió en 1918 de neumonía en Mannheim.

## Asteroides descubiertos
En su trabajo en el Observatorio Peters se encontró con 4 nuevos asteroides:
| (665) Sabine      | 22 de julio de 1908   |
| (674) Rachele     | 28 de octubre de 1908 |
| (678) Fredegundis | 22 de enero de 1909   |
| (685) Hermia      | 12 de agosto de 1909  |